# Wolfgang Heribert von Dalberg
Pour les articles homonymes, voir Dalberg.
Wolfgang Heribert von Dalberg (Worms-Herrnsheim, 18 novembre 1750-Mannheim, 27 septembre 1806) est un homme politique et auteur dramatique allemand, frère de Charles-Théodore de Dalberg, il se marie avec Élisabeth von Dieburg et est père de Emmerich Joseph de Dalberg.

## Biographie
Ministre de l'État de Bade, il protège les arts et les sciences ; il est intendant du Théâtre national de Mannheim (de) dont il fit le premier théâtre d'Allemagne. 
On lui doit des œuvres dramatiques pour la plupart traduites ou imitées de Shakespeare et de Richard Cumberland.